# بيت سعيد خبة (أرحب)

تعديل مصدري - تعديل

بيت سعيد خبة هي إحدى قرى عزلة الخميس بمديرية أرحب التابعة لمحافظة صنعاء، بلغ تعداد سكانها 220 نسمة حسب تعداد اليمن لعام 2004.